# Mi vida loca (Woptime)
Mi vida loca è il terzo studio album della band Hardcore punk torinese Woptime.
Il CD contiene 20 foto digitali.

## Tracce
1. Vendetta - 2:30
2. Il crimine paga - 2:48
3. Anthem - 2:29
4. Giustizia - 1:56
5. La fine del mondo - 3:08
6. Fire - 1:24
7. Karate Kid - 2:52
8. Mi vida loca - 2:24
9. Bloody Friends - 5:08